# Strada statale 299 di Alagna
La Strada Statale 299 di Alagna (SS 299), ora Strada Provinciale 299 di Alagna (SP 299), per la tratta in provincia di Vercelli, è un'importante strada statale e strada provinciale italiana. Nel suo tracciato unisce il capoluogo piemontese di Novara, con quella che originariamente era un circondario della sua provincia: la Valsesia.

## Percorso

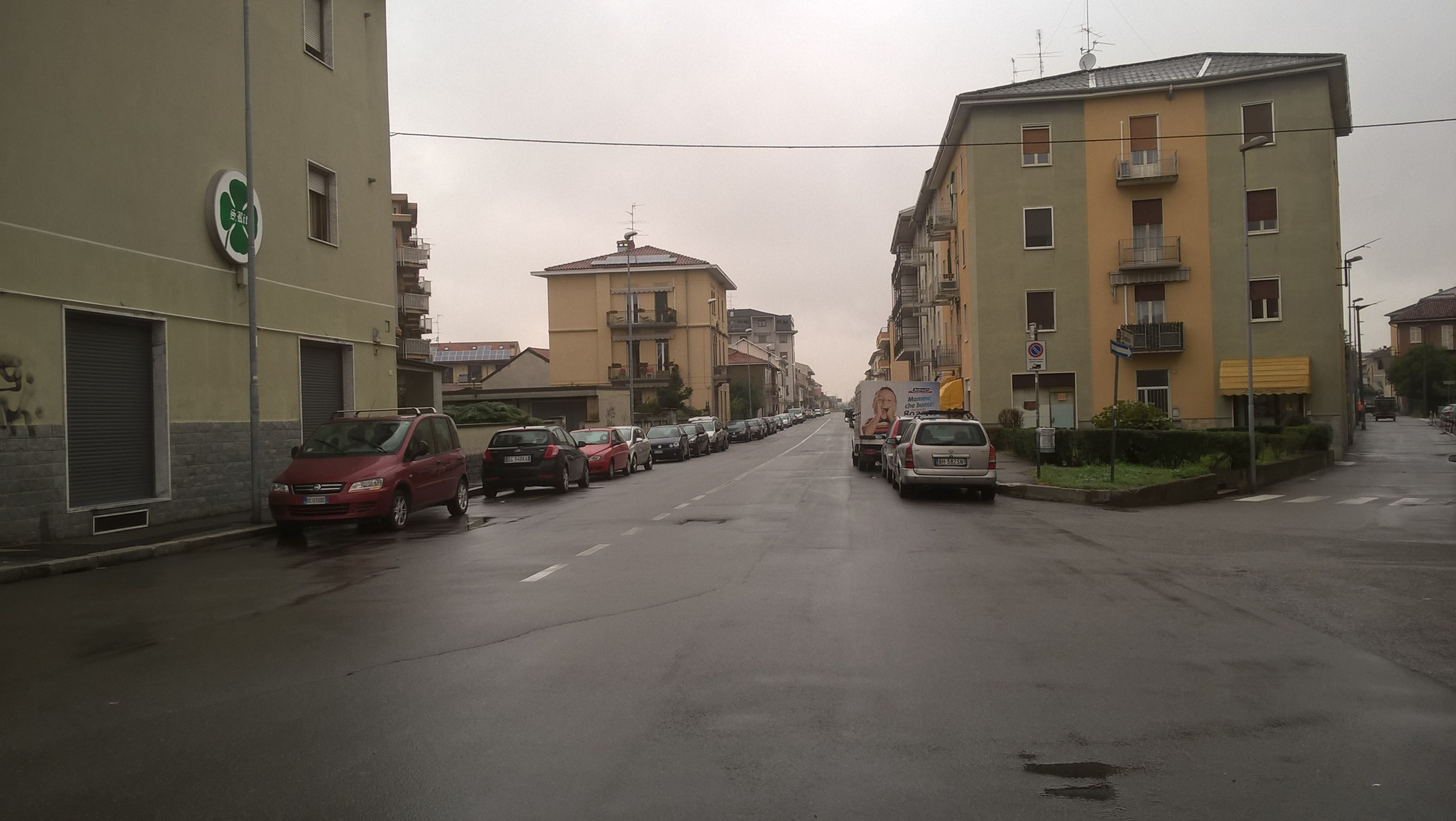
Inizio della Strada Provinciale 299 "della Valsesia", quartiere San Martino di Novara

La strada incomincia a nord-ovest dell'abitato di Novara, nel quartiere di San Martino in via Cavalcavia, per poi uscire e allontanarsi dalla città con un tracciato piuttosto rettilineo attraversando dapprima le campagne alto novaresi, Briona e Fara Novarese in cui è presente una prima variante, Sizzano e Ghemme, anche quest'ultima transitabile tramite una tangenziale. Sottopassa, poi, la A26 ed entra in Romagnano Sesia, che è a metà strada tra i due capoluoghi, Novara e Varallo; qui è stata aperta il primo ottobre 2010 il primo lotto della tangenziale di Romagnano Sesia che è possibile imboccare, dopo aver attraversato la zona sud della città attraverso la via dei centri commerciali, dalla vecchia provinciale che verrà ammodernata col secondo lotto in Località Mauletta. Mediante una galleria lunga oltre 700 metri, si evitano buona parte di Romagnano Sesia e l'abitato successivo, Prato Sesia. Riprende il percorso originario a sud di Grignasco, oltrepassa il fiume Sesia ed entra in provincia di Vercelli. Raggiunge quindi, dopo pochi chilometri, e l'attraversamento sull'antico sedime ferroviario Serravalle Sesia, tratto lento e trafficato, il comune di Borgosesia che viene evitato mediante una tangenziale, risalendo la sponda destra del fiume che dà il nome alla valle. Raggiunge Varallo Sesia, famoso per il suo Sacro Monte, realizzato nel XV secolo.
Anche questo comune è dotato di una variante. Sino a questo punto, la strada si mantiene ad un'altezza modesta (circa 450 m s.l.m.), mentre d'ora in avanti incomincia a guadagnare quota, pur mantenendosi sempre di medie dimensioni (ad eccezione di qualche breve tratto stretto nell'attraversamento dei successivi paesi. Transita per Balmuccia, Scopa e Scopello (dove vi è la diramazione per la località sciistica dell'Alpe di Mera). La strada raggiunge Campertogno e, successivamente, Riva Valdobbia (evitata da una variante), giungendo infine ad Alagna Valsesia, bella località alpina di soggiorno, ai piedi del Monte Rosa. Da Varallo ad Alagna Valsesia, la strada ha un dislivello di quasi 800 m.
La strada termina dopo 96 km nel cuore dell'abitato di Alagna Valsesia, in un incrocio adiacente ai parcheggi utili agli impianti da sci e da cui si dirama la Strada Comunale Alagna-Sant'Antonio, che termina dopo pochi chilometri ai piedi del Monte Rosa in un parcheggio a servizio degli impianti da sci del Wold.
Quest'arteria risulta altamente trafficata a causa delle coltivazioni di riso e uva da vino nella parte meridionale, per l'industrializzazione della Bassa e Media Valsesia e delle note località turistiche invernali di Scopello ed Alagna dell'Alta Valle, che attira ogni anno numerosissimi sciatori.
La strada, originariamente provinciale fin dalla prima classificazione nel 1867, è divenuta statale negli anni sessanta.
In seguito al decreto legislativo n. 112 del 1998, dal 2001, la gestione è passata dall'ANAS alla Regione Piemonte, che ha provveduto all'immediato trasferimento dell'infrastruttura al demanio della Provincia di Novara e della Provincia di Vercelli, per le rispettive tratte territoriali di competenza. La nuova denominazione è divenuta quindi strada provinciale 299 della Valsesia (SP 299), nel novarese, strada provinciale 299 di Alagna (SP 299), nel vercellese.
Il 10 maggio 2021, in seguito alla promulgazione del DPCM 21.11.2019, il tratto di competenza della Provincia di Novara dal km 0 al km 34 è stato nuovamente trasferito ad ANAS, contestualmente ad altre dismissioni, fino all'ingresso nel territorio della Provincia di Vercelli, che ha invece mantenuto la competenza fino al km 93 nel Comune di Alagna Valsesia.